# Glutamatni receptor
Glutamatni receptori su sinaptički receptori locirani prvenstveno na membranama neuronskih ćelija. Glutamat je jedan od 20 proteinogenih aminokiselina, tako da je dostupan u izobilju u mnogim delovima tela. On takođe deluje kao neurotransmiter i posebno je zastupljen u nervnom sistemu. Glutamatni receptori su odgovorni za glutamatom posredovanu postsinaptičku ekscitaciju neuronskih ćelija. Oni su važni za neuronsku komunikaciju, formiranje memorija, učenje, i regulaciju. Osim toga glutamatni receptori su implicirani u patologije brojnih neurodegenerativnih oboljenja usled njihove centralne uloge u ekscitotoksičnosti i njihove rasprostranjenosti širom centralnog nervnog sistema.

## Funkcija
Glutamat je najprominentniji neurotransmiter u telu. On je prisutan u preko 50% nervnih tkiva. Glutamat je inicijalno otkriven kao neurotransmiter u studijama insekata tokom ranih 1960-ih. Dva primarna glutamatna receptora su imenovana po agonistima koji se vezuju za njih sa visokom specifičnošću: AMPA (α-amino-3-hidroksil-5-metil-4-izoksazol-propionat) i NMDA (N-metil-D-aspartat). Jedna od glavnih funkcija glutamatnih receptora je modulacija sinaptičke plastičnosti, svojstva mozga koje se smatra da ima vitalni značaj za memoriju i učenje. Za metabotropne i jonotropne glutamatne receptore je pokazano da imaju uticaja na sinaptičku plastičnost. Povećanje ili umanjenje broja jonotropnih glutamatnih receptora na postsinaptičkim ćelijama može da dovede do dugotrajne potencijacije ili dugotrajne depresije ćelije, respektivno. Dodatno, metabotropni glutamatni receptori mogu da modulišu sinaptičku plastičnost putem regulacije postsinaptičke sinteze proteina putem sistema sekundarnih glasnika. Istraživanja su pokazala da su glutamatni receptori prisutni u CNS glijalnim ćelijama, kao i u neuronima. Smatra se da glutamatni receptori učestvuju u modulaciji izražavanja gena u glijalnim ćelijama, tokom proliferacije i diferencijacije glijalnih prekursornih ćelija tokom razvoja mozga, kao i u odraslim glijalnim ćelijama.

## Tipovi
Glutamatni receptori se mogu podeliti u dve grupe na osnovu mehanizma kojim njihova aktivacija proizvodi postsinaptičku struju. Jonotropni glutamatni receptori (iGluR) formiraju pore jonskih kanala koje se aktiviraju kad se glutamat veže za receptor. Metabotropni glutamatni receptori (mGluR) indirektno aktiviraju jonske kanale na ćelijskoj membrani putem signalne kaskade koja obuhvata G proteine.
Jonotropni receptori obično brzo prenose informaciju, dok su metabotropni asocirani sa dogotrajnim stimulusom. Postoji mnoštvo glasnika za prenos signal, tako da aktivacija G-proteina može da dovede do višestruke aktivacije. Glutamatni receptori su obično specijalizovani za glutamat kao ligand, a u nekim slučajevima je neophodan i dodatni agonist.
Postoji ustaljena praksa imenovanja primarnih podtipova glutamatnih receptora po ligandu koji ima veću selektivnost od glutamata. Nekoliko jedinjenja se rutinski koristi u istraživanjima glutamatnih ereceptora:
| Tip          | Ime               | Agonisti |
| jonotropni   | NMDA receptor     |          |
| jonotropni   | Kainatni receptor | Kainat   |
| jonotropni   | AMPA receptor     |          |
| metabotropni |                   | [ 9 ]    |

Usled raznovrsnosti glutamatnih receptora, njihove podjedinice su kodirane brojnim familijama gena. Sličnost sekvenci među sisarima ukazuje na evoluciono poreklo mnogih mGluR i iGluR gena. Konzervacija okvira čitanja i splajsnih mesta GluR gena između šimpanza i ljudi je potpuna, jer nije došlo do strukturnih promena nakon odvajanja ljudi od zajedničkog prethodnika. Međutim, postoji mogućnost da su dve za ljude karakteristične "fiksne" aminokiselinske supstitucije, D71G u GRIN3A i R727H u GRIN3B, specifično vezane za ljudske moždane funkcije.

### Jonotropni
Podjedinice jonotropnih glutamatnih receptora i njihovi geni
| Receptorska familija | Podjedinica | Gen | Hromozom (čovek) |
| -------------------- | ----------- | --- | ---------------- |
|                      | GluR1       |     |                  |
| 2                    |             |     |                  |
| 3                    |             |     |                  |
| 4                    | GRIA4       |     |                  |
| Kainate              | 5           |     |                  |
| Kainate              | 6           |     |                  |
| Kainate              | 7           |     |                  |
| Kainate              |             |     |                  |
| Kainate              |             |     |                  |
|                      |             |     |                  |
|                      |             |     |                  |
|                      |             |     |                  |
|                      |             |     |                  |
|                      |             |     |                  |
|                      |             |     |                  |
|                      |             |     |                  |

### Metabotropni
Metabotropni glutamatni receptori se imenuju po šablonu: mGluR#. Oni se dele u tri grupe:
| Grupa | Receptor | Gen | Hromozom (čovek) | Efekat                                                                 |
| ----- | -------- | --- | ---------------- | ---------------------------------------------------------------------- |
| 1     | 1        |     |                  | Povećanje 2+ koncentracije u citoplazmi.                               |
| 1     | 5        |     |                  | Otpuštanje K+ iz ćelije putem aktivacije K+ jonskih kanala               |
| 2     | 2        |     |                  | Inhibicija adenilil ciklaze uzrokuje prekid zavisnog puta              |
| 2     | 3        |     |                  | Inhibicija adenilil ciklaze uzrokuje prekid zavisnog puta              |
| 3     | 4        |     |                  | Aktivacija 2+ kanala kojom se omogućava unos dodatnih 2+ jona u ćeliju |
| 3     | 6        |     |                  | Aktivacija 2+ kanala kojom se omogućava unos dodatnih 2+ jona u ćeliju |
| 3     | 7        |     |                  | Aktivacija 2+ kanala kojom se omogućava unos dodatnih 2+ jona u ćeliju |
| 3     | 8        |     |                  | Aktivacija 2+ kanala kojom se omogućava unos dodatnih 2+ jona u ćeliju |

## Spoljašnje veze
- Glutamate+Receptors на 
- „Metabotropic Glutamate Receptors”. IUPHAR Database of Receptors and Ion Channels. International Union of Basic and Clinical Pharmacology. Архивирано из оригинала 03. 03. 2016. г.